# Isolasioptera
Isolasioptera är ett släkte av tvåvingar. Isolasioptera ingår i familjen gallmyggor.
Kladogram enligt Catalogue of Life:
| Isolasioptera | \| \| Isolasioptera eupatoriensis \| \| \| \| \| \| Isolasioptera palmae \| \| \| \| |
|               | \| \| Isolasioptera eupatoriensis \| \| \| \| \| \| Isolasioptera palmae \| \| \| \| |
|               | Isolasioptera eupatoriensis                                                          |
|               |                                                                                      |
|               | Isolasioptera palmae                                                                 |
|               |                                                                                      |